# Плоніна (Нижньосілезьке воєводство)
Плоніна (пол. Płonina, нім. Nimmersath) — село в Польщі, у гміні Болькув Яворського повіту Нижньосілезького воєводства.
Населення — 158 осіб (2011).

## Демографія
Демографічна структура станом на 31 березня 2011 року:
|          | Загалом | Допрацездатний вік | Працездатний вік | Постпрацездатний вік |
| -------- | ------- | ------------------ | ---------------- | -------------------- |
| Чоловіки | 79      | 14                 | 55               | 10                   |
| Жінки    | 79      | 16                 | 42               | 21                   |
| Разом    | 158     | 30                 | 97               | 31                   |

## Галерея

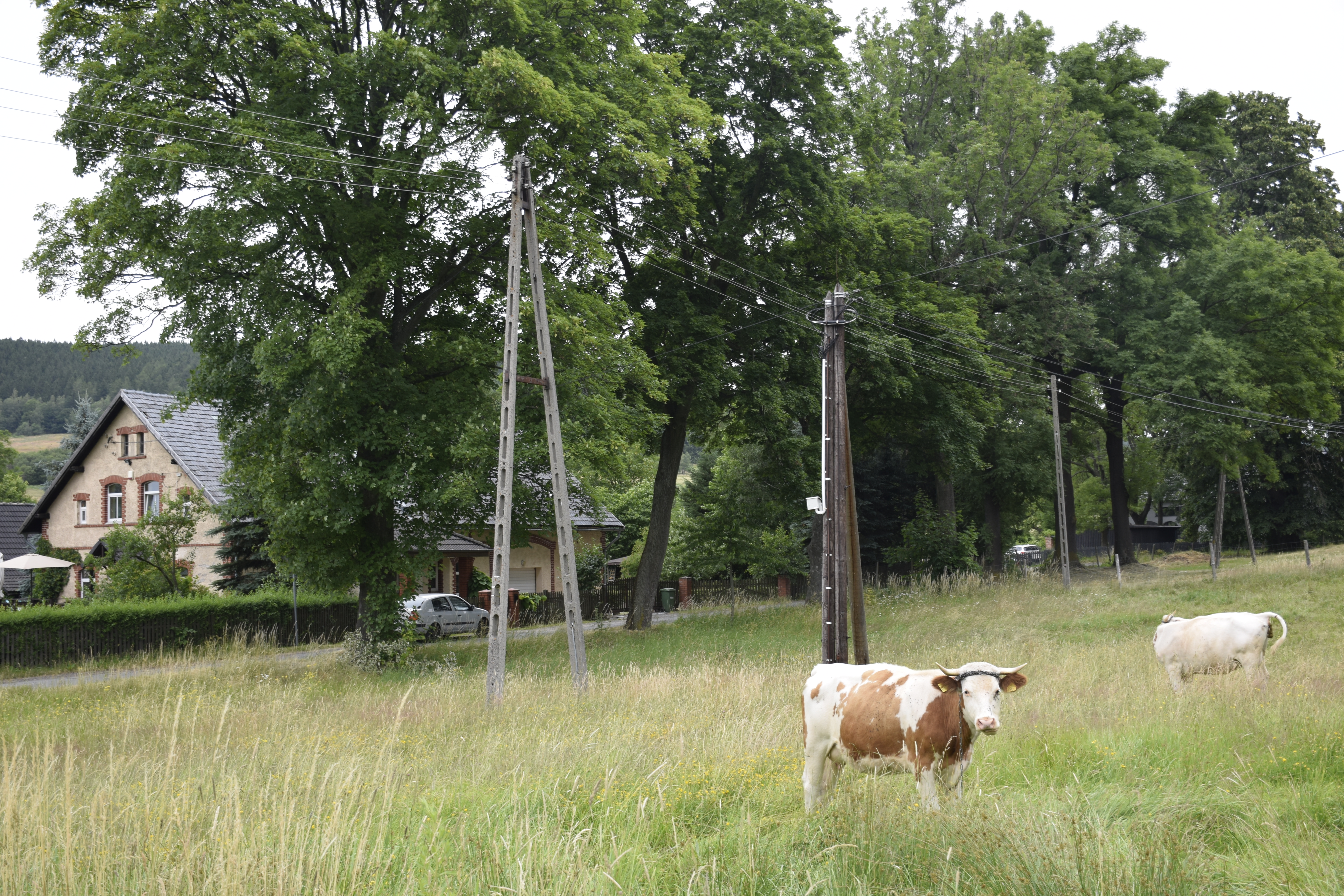
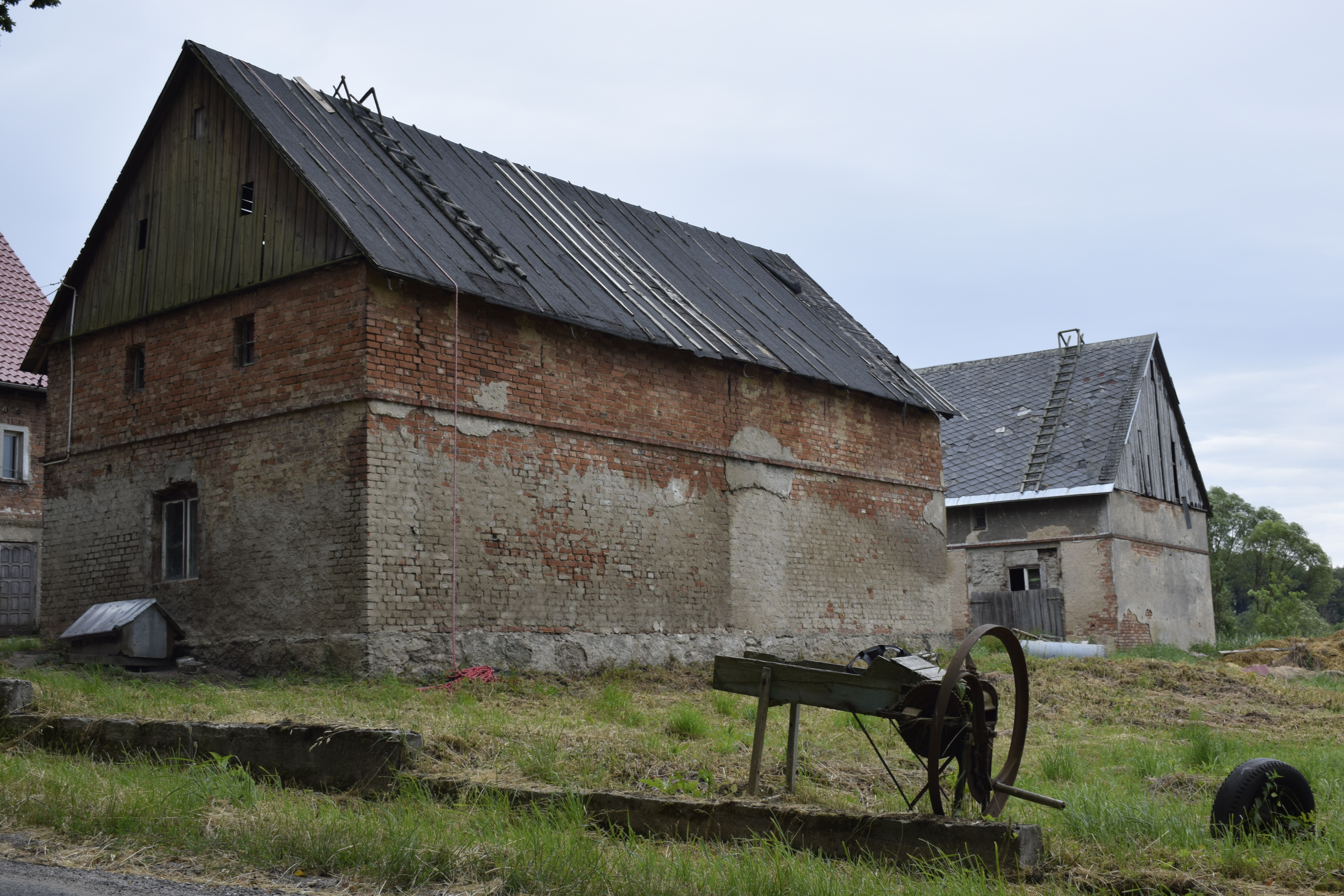
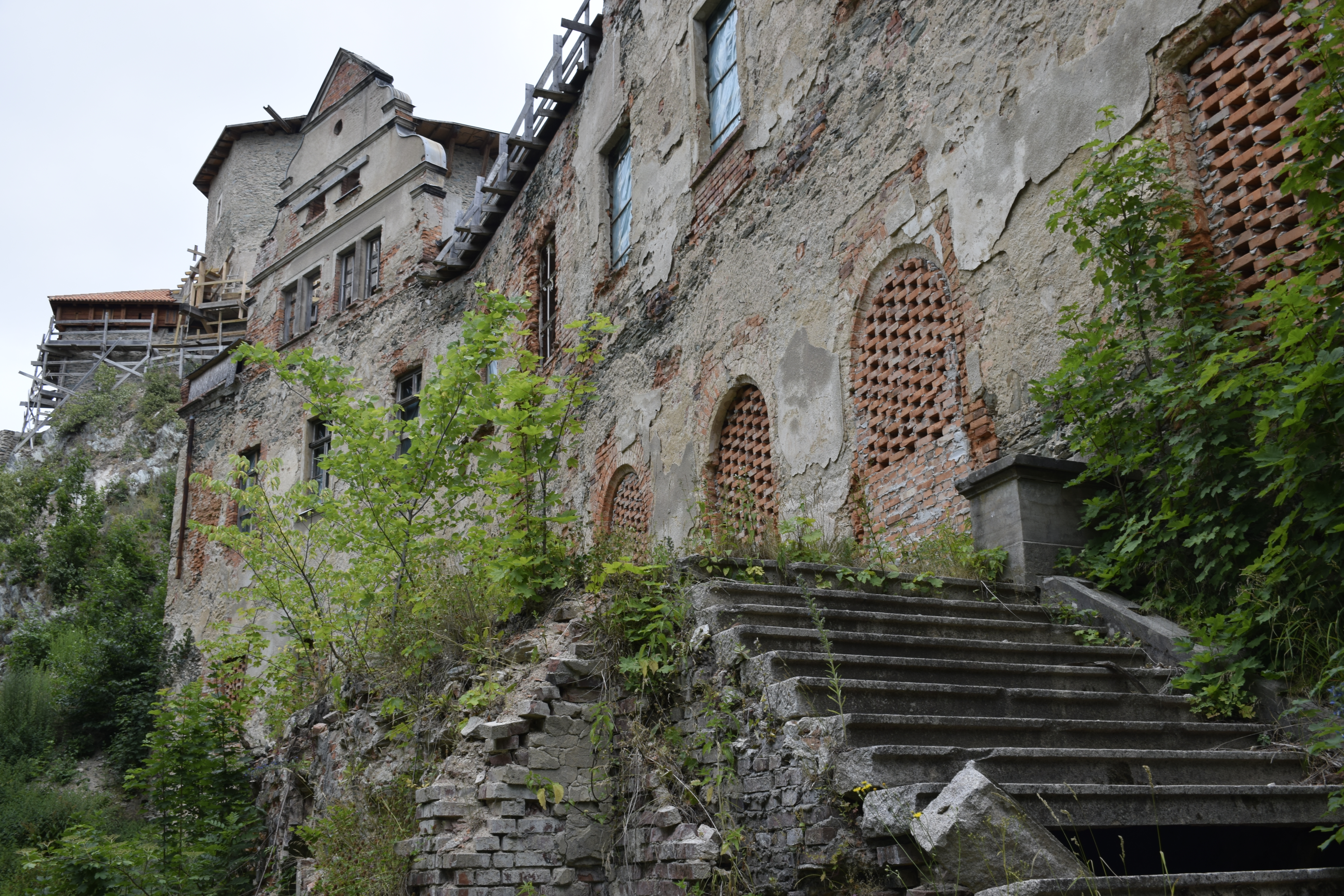